# Liste der Monuments historiques in Champsevraine
Die Liste der Monuments historiques in Champsevraine führt die Monuments historiques in der französischen Gemeinde Champsevraine auf.

## Liste der Immobilien
| Bezeichnung       | Beschreibung            | Standort                                      | Kennzeichnung | Schutzstatus | Datum     | Bild           |
| ----------------- | ----------------------- | --------------------------------------------- | ------------- | ------------ | --------- | -------------- |
| Kirche St-Maurice | aus dem 17. Jahrhundert | Bussières-lès-Belmont, Montée Thiberge (Lage) | PA00078993    | Inscrit      | 1926 1929 | weitere Bilder |

## Liste der Objekte
| Bezeichnung                   | Beschreibung                                                                                 | Standort                                               | Kennzeichnung | Schutzstatus | Datum | Bild |
| ----------------------------- | -------------------------------------------------------------------------------------------- | ------------------------------------------------------ | ------------- | ------------ | ----- | ---- |
| Kelch                         | Silber, vergoldet, bezeichnet 1691                                                           | Bussières-lès-Belmont, in der Kirche St-Maurice (Lage) | PM52000239    | Classé       | 1973  |      |
| Hauptaltar                    | Altartisch, Tabernakel, Exposition und sechs Altarleuchter; Holz, vergoldet, 18. Jahrhundert | Bussières-lès-Belmont, in der Kirche St-Maurice (Lage) | PM52000234    | Classé       | 1966  |      |
| Skulptur Madonna mit Kind (1) | Holz, farbig gefasst und vergoldet, 17. oder 18. Jahrhundert                                 | Bussières-lès-Belmont, in der Kirche St-Maurice (Lage) | PM52000235    | Classé       | 1966  |      |
| Skulptur Madonna mit Kind (2) | Holz, farbig gefasst, 1738                                                                   | Bussières-lès-Belmont, in der Kirche St-Maurice (Lage) | PM52000233    | Classé       | 1963  |      |
| Skulptur Johannes Evangelist  | Holz, farbig gefasst und vergoldet, 18. Jahrhundert                                          | Bussières-lès-Belmont, in der Kirche St-Maurice (Lage) | PM52000237    | Classé       | 1966  |      |
| Skulptur Madonna mit Kind (3) | Holz, 14. Jahrhundert                                                                        | Bussières-lès-Belmont, in der Kirche St-Maurice (Lage) | PM52000231    | Classé       | 1963  |      |
| Skulptur Heiliger Mauritius   | Holz, farbig gefasst, 1738                                                                   | Bussières-lès-Belmont, in der Kirche St-Maurice (Lage) | PM52000232    | Classé       | 1963  |      |
| Skulptur Madonna mit Kind (4) | Holz, vergoldet, 18. Jahrhundert                                                             | Bussières-lès-Belmont, in der Kirche St-Maurice (Lage) | PM52000236    | Classé       | 1966  |      |
| Skulptur Schutzengel          | Holz, farbig gefasst und vergoldet, 18. Jahrhundert                                          | Bussières-lès-Belmont, in der Kirche St-Maurice (Lage) | PM52000238    | Classé       | 1966  |      |
| Gemälde Erzengel Michael      | Ölfarbe auf Leinwand, 18. Jahrhundert; nach Jean Tassel                                      | Bussières-lès-Belmont, in der Kirche St-Maurice (Lage) | PM52000240    | Classé       | 1970  |      |